# Бургаско македонско благотворително братство
Бургаското македонско благотворително братство е патриотична и благотворителна обществена организация на македонски и тракийски българи, съществуваща в  Бургас от 1895 година.

## История

### До 1912 година
Братството е създадено на 29 януари 1895 година под името „Пирин планина“, като за негов председател е избран инженер Христо Станишев, а за подпредседател Григор Дяков, а сред основателите са още хора като Георги Минков. Година и половина по-късно тракийци се обособяват в собствена организация „Странджа“. На 2 септември 1899 година двете организации в Бургас се обединяват в Македоно-одринско дружество, чиято цел е подготовката на въоръжено въстание в Османската империя. Дейците на дружеството подпомагат изпращането на чети и създаването на смъртни дружини в Одринския революционен окръг.
След Илинденско-Преображенското въстание от лятото на 1903 година, дейността на дружеството замира. При подготовката на Балканската война от 1912 година членовете на братството се включват в трета рота на Дванадесета лозенградска дружина от Македоно-одринското опълчение.

### След 1921 година
След капитулацията на България в Първата световна война в 1918 година и след предаването на Западна Тракия на Гърция в 1920 година, в Бургас са настанени тракийски и македонски бежанци. На 9 януари 1921 година в града е основано Македонското благотворително братство, което има за цел да организира македонските българи в града и да развива благотворителна и просветна дейност. В 1924 година по Спогодбата „Калфов-Политис“ в Бургас пристигат още бежанци от Егейска Македония.
Към 1924 година бежанците от Македония в града са 523 семейства с 2056 души - предимно от Енидже Вардар и Солун, но и 60 семейства от други краища на Македония, 35 от които от Костурско, а останалите от Кукуш, Кавадарци, Скопие и други. На 26 октомври 1924 година е избрано ново ръководство в състав Антон Костов (председател), Димитър Хаджидинев (подпредседател), Георги Димитров (секретар касиер), а съветници са Наум Димов, Димитър Золумов, Сотир Стойчев и Григор Петров.
На 26 август 1925 година е проведено общо събрание на братството. Председателят Антон Костов и подпредседателят Димитър Хаджидинев, и двамата дойранчани, представят отчет за настаняването на бежанците и за раздаването на лозя за обработка.
На 22 ноември е избрано ново настоятелство на Братството в състав: председател доктор П. Бърдаров, подпредсетадел Кузман Димитров, секретар Иван Аврамчев, касиер Васил Наков и членове Каролев и Киряк Атанасов. На съвместно заседание с Илия Димушев като представител на Илинденската организация и Васил Стумбов като представител на Младежкото дружество, новото ръководство обсъжда съвместни инициативи и решава да забрани алкохола и хазарта в Македонския дом. В края на декември обаче новото ръководство подава оставка и председател отново става Антон Костов.
В началото на 1926 година е избрано настоятелство в състав П. Бърдаров (председател), Благой Петков (подпредседател), Методи Металков (секретар), Васил Павлов (касиер), Тома Станишев (библиотекар домакин), а съветници са Лазар Гавелюгов и Григор Зафиров. По-късно същата година е избрано ново ръководство в състав съдията Лазар Гавалюгов (председател), Благой Петков (подпредседател), Методи Металков (секретар), Васил Благоев (касиер) и съветници са Григор Зафиров, Тома Станишев и Благой Петков. На 30 май 1926 година е избрано настоятелство в състав Антон Костов (председател), Никола Ляпчев (подпредседател), Атанас Симеонов (секретар), Георги Димитров (касиер) и съветници д-р Бърдаров, Григор Зафиров и Илия Шашков.
Към края на 1927 година в Братството членуват 232 души, а негов председател е Лазар Гавалюгов, председател на благотворителното дружество „Добрият самарянин“. На 7 май 1928 година Министерството на вътрешните работи одобрява устава на Братството. Подпредседател е Димитър Хаджидинев, Георги Димитров е секретар, Григор Паскалев – касиер, а съветници са Димитър Золумов и Христо Динков.
На 23 декември 1928 година е избрано ново настоятелство на Братството. Председател става Александър Трифонов, счетоводител и деец на ВМРО, директор на кооперация, началник на отделение в Министерството на финансите и публицист. Подпредседател е Андон Янакиев, секретар М. Тотков, касиер Спас Нолчев и членове Тома Станишев, Вангел Талев и Георги Наумов. Председател на контролната комисия става Илия Димушев. Редовни членове са 160 души, от които 74 отчетени. Димушев е определен и за представител на Дружеството пред властите по всички въпроси, свързани с настаняването на бежанците.
На 2 февруари 1930 година Македонското братство избира ново настоятелство в състав Васил Стумбов председател, Ангел Аврамчев подпредседател, Антон Наумов секретар, Вангел Талев касиер, Спас Нолчев, Вангел Гавраилов и Иван Кодунов членове.
На 15 март 1931 година на общо събрание Братството избира ново ръководство, конституирано на 17 март: председател протойерей Иван Шишков, подпредседател Кириак Симеонов, секретар Любен Костов, касиер Васил Благоев и членове Кузман Димитров, Маргарит Тасев и Илия Талепов. Изборът е оспорен от стумбовистите и Националният комитет нарежда тричленна комисия да проведе нов избор. Общо събрание на емиграцията одобрява за членове на комисията доктор П. Бърдаров, Вангел Талев и Кузман Димитров.  На 5 април в присъствието на членовета на Националния комитет Козма Георгиев и Щерьо Божинов в училището „Отец Паисий“. Листата на Шишков получава 153 гласа, а листата на Стумбов - 114 гласа. Така е преизбрано същото настоятелство, като вместо Илия Талепов и Кузман Димитров са избрани Борис Келташев и Димитър Дичев - касиер. В дните около избора голяма група младежи, вероятно стумбовисти, подават молби за членство, но настоятелството ги отхвърля на 14 април.
Разцеплението във ВМРО и емиграцията на михайловистко и протогеровистко крило застига и Бургаското братство и на 14 април протогеровисти правят неуспешен опит да убият Стумбов.
На 15 май 1932 година събрание на Братството, водено от председателя на Националния комитет Димитър Михайлов, единодушно избира Илия Димушев за почетен член на Братството. На 16 май е утвърдено ново ръководство: председател Димитър Петев, подпредседател Никола Масларов, секретар Филип Атанасов, касиер Илия Золумов, членове Григор Паскалев, Григор Зафирови Тодор Милков. Малко след връщането си в София, Михайлов е убит от протогеровисти.
След месец Петев подава оставка, тъй като бургаският клон на Сметната палата, в който той работи е закрит. На 21 декември за председател е определен Никола Масларов, а подпредседател става Кирил Симеонов, на мястото на подалия оставка Григор Зафиров. На общо събрание на 8 май 1933 година Братството решава да приеме името на убития Димитър Михайлов. В настоятелството са избрани: председател Стумбов, подпредседател Ангел Аврамчев, касиер Григор Паскалев, членове Лазар Джамбазов, Вангел Гавраилов, Петър Радев и Тодор Милков. Малко по-късно за секретар е избран Филип Атанасов.
През 1938 година в ръководното тяло на братството са Александър Хр. Басмаджиев (председател), Васил Апостолов Теохаров (подпредседател), Васил Сотиров Стойчев (секретар), Божил Андонов Кошинчанов (касиер), Коста Георгиев Кронев (домакин), Илия Бакалов Атанасов и Борис Христов Стамболиев - членове. В Контролната комисия са Григор Иванов Зафиров (председател) и Никола Гавраилов Ларгов и Андон Наумов Атанасов са членове.

#### Младежко дружество
На 5 август 1923 година е основан Македонският младежки сговор „Пелистер“, като е избрано и временно председателство в състав председател Никола Масларов, подпредседател Миндо Кръстев, секретар Александър Йотов, подсекретар Еленка Стаматова, касиер Герасим Лазаров и библиотекар Еленка Золумова. На 9 септември 1923 година е избрано постоянно настоятелство в състав председател Благой Журков, подпредседател Вангел Георгиев, секретар Александър Йотов, подсекретар Елена Стаматова, касиер Методи Металков, библиотекар Надежда Илиева и съветник Тома Иванов. В контролната комисия влизат председател Васил Йовков от Загоричани и членове Антон Наумов и Кирил Апостолов. На 10 февруари 1924 година е избрано ново ръководство на Младежкото дружество в състав: председател Слави Масларов, подпредседател Еленка Золумова, секретар Радка Костова и подсекретар Васил Теохаров, като касиерът, библиотекарят и съветникът са преизбрани. Името на дружеството се сменя на Македонско младежко културно-просветно дружество Пелистер. В отчета, представен на общото събрание от 7 септември 1924 година се казва, че в дружеството членуват 97 души. На това събрание за председател е избран вишенецът Васил Стумбов, за подпредседател Васил Теохаров, за секретар Методи Металков и за библиотекар Любен Костов. През есента на 1925 година Стумбов и Теохаров са преизбрани за председател и подпредседател на дружеството.
На 22 октомври 1927 година дружество „Пелистер“ преизбира Стумбов за председател, подпредседател става Атанасовски, а секретар Васил Теохаров, заменен на 7 декември с Петър Лимонов.
През есента на 1928 година Стумбов е преизбран за председател, Петър Лимонов остава секретар, а доктор Ташо Саракинов и Коста Ламбов са избрани за касиер и библиотекар.
На 15 октомври 1929 година Стумбов е преизбран за шести път запредседател. Преизбрани са и секретарят Петър Лимонов, касиерат Ташо Саракинов и библиотекарят Коста Ламбов. Членовете за една година се увеличават от 155 на 171. Стумбов обаче се мести в Македонското братство, където председател е тъст му Александър Трифонов и скоро го оглавява самият той. На мястото на Стумбов председател става Др. Симеонов, а секретар Васил Теохаров.
В града в 1932 година, вероятно по инициатива на Младежкото дружество, е създаден Македонски спортен клуб „Вардар“.

#### Женско дружество
Женското македонско културно-просветно и благотворително дружество в Бургас е основано на 9 януари 1927 година по инициатива на председателя на Братството Антон Костов, след основаването на Македонския женски съюз на 30 май 1926 година. В настоятелството и контролната комисия влизат: Мария Масларова, Ив. Шишкова, Екатерина Благоева, Благородна Хаджидинева, Бърдарова, Павлина Попева, Золумова, М. Вангелова, Вангелина Иванова, Анка Трифонова, Ружа Динкова, Филка Илиева, Казакова, Накова и Екзархова. На 16 януари се конституира настоятелство в състав: председател Мария Масларова, подпредседател Благородна Хаджидинева, касиер Екатерина Благоева, секретар Вангелина Иванова и съветнички Ив. Шишкова, Анка Трифонова и Павлина Попева.
На 7 март 1928 година е избрано ново настоятелство, което на 9 март се конституира така: председател Павлина Попева, подпредседател Магдалена Ташкова, касиер Екатерина Благоева, секретар Катерина Кръчмарова и съветнички Екзархова, Павлина Бурнарова и Славянка Ковачева. На 18 март Кръчмарова е обидена и на 1 април тя подава оставка и мястото е заето от Веса Долева.
На 23 февруари 1929 година Павлина Попева подава оставка по болест и на 20 април на събрание е избрано ново настоятелство, което седмица по-късно се конституира: председател Благородна Хаджидинева, подпредседател Анка Трифонова, касиер Екатерина Благоева, секретар Райна Христова Сидерова и съветнички Радка Паскалева, Блага Атанасова и Екатерина Кузева.
На 11 май 1930 година на събрание на Женското дружество Благородна Хаджидинева е преизбрана за председател, подпредседател става Сотирова, секретар Блага Гавраилова, касиер Райна Христова, а съветнички - Славка Ковачева, Ваня Иванова и Стефанка Велева.
На 28 – 29 юни 1931 година Женското дружество преизбира за председател Хаджидинева, за секретар Благородна Гавраилова и за касиер Райна Христова. За нов подпредседател е избрана Екатерина Благоева, а съветнички са В. Долева, Мария Ставрева и Ф. Николова.
На 27 ноември 1932 година Женското дружество избира нови членове на настоятелството, но то се конституира чак на 29 януари 1933 година. Председател е Славка Ковачева, подпредседател Мария Ставрева, секретар Сийка Янчулева, касиер Райна Христова и съветнички В. Долева, Магдалена Ташкова и Олга Поповска.
В началото на 1934 година Магдалена Ташкова сменя като секретар заминалата Сийка Янкова.

#### Македоно-одринско дружество
На 6 ноември 1932 година 33 ветерани от Македоно-одринското опълчение, между които 9 арменци, създават Македоно-одринско опълченско дружество. За временен председател на дружеството е избран Илия Димушев, за подпредседател Никола Махони, от Малко Търново а за касиер-секретар Владимир Попанастасов от Загоричани. Постоянното настоятелство е избрано на 26 януари 1933 година. Димушев остава председател, доктор Йордан Георгиев е подпредседател, Иван Аврамчев е секретар, Димитър Дичев касиер и Григор Паскалев, Марко Христов и Димитър Коларов са съветници. След година Димушев подава оставка по болест и на 21 януари 1934 година е избран за почетен член.
В 1939 година председател е Григор Паскалев.

### След Деветнадесетомайския преврат от 1934 година
Една от основните цели на дошлия с преврат на власт деветнадесетомайски режим е ограничаването на дейността на революционните организации, от което пострадват и бежнските. На 22 август Националният комитет е разпуснат, спрян е вестник „Македония“, а повечето ръководни дейци на емиграцията са арестувани. В същия ден прекратява дейността си и Македонският женски съюз. След 10 дена е създаден нов Македонски национален комитет от дейци близки додеветнадесетомайците. Новият комитет призовава за избори на нови ръководства на братствата и в Бургас също настъпват промени. Водачът на ВМРО Иван Михайлов бяга в Турция с помощта на някои бургаски дейци. Стумбов е арестуван, по подозрение, че е участвал в бягството, но е освободен, което предизвиква недоволство в Кралство Югославия. На 11 януари 1935 година и Македонският младежкия съюз прекратява съществуването си и имуществото му е конфискувано.
Тъй като има забрана за обществени събрание, бургаските дружества продължават с ръководствата си от 1933 година. Братството провежда събрание на 19 януари 1936 година, като в отчета се казва, че то се е справило с трудностите само благодарение на македонските младежи.
На 22 януари Македонският национален комитет е разпуснат, като следствие на решение на правителството за пререгистрация на братствата. Комитетът е заменен от четиричленна Временна комисия.
През пролетта на 1936 година е създаден Македонският ученически съюз. Секция на Съюза е създадена и в Бургас, начело с Г. Бакалов.
В началото на април 1936 година в Бургас е създадена Просветната благотворителна женска дружба „Костур“, която влиза в конфликт с част  от дейците на Братството.
На 29 май 1936 година по нареждане на Дирекцията на полицията в София председателят на Бургаското братство Стумбов е поставен под наблюдение.
На 4 април 1937 година е проведено събрание на Братството, на което Стумбов и Илия Йовков искат да бъдат освободени от длъжностите им. Избрани са председател Ал. Балсамаджиев, подпредседател Вангел Талев, секретар Петър Лимонов, касиер Божил Андонов, домакин Душан Димитров и членове Михаил Лямчев и Костадин.
През април 1938 година Братството „Димитър Михайлов“ избира ново настоятелство, в което са преизбрани председателят Балсамаджиев и касиерът Андонов. Новите членове са Васил Теохаров - подпредседател, Васил Стойчев - секретар, Илия Бакалов - помощник-касиер и Борис Стамболиев - член.
В периода 1937 - 1938 година полицията активно наблюдава дейците на Братството - Манол Чальовски, Христо Нолчев, Дянко Пръвчев. В Бургас пристигат Траянка Владимирова, вдовицата на Владо Черноземски, водачът на протогеровистите Петър Шанданов, заедно с други протогеровисти.
На 12 март 1939 година Братството провежда събрание, на което се сблъскват михайловистите - ръководството и протогеровистите - Ставри Золумов и Димитър Йовков. Михайловистите надделяват и председателят Балсамаджиев и касиерът Андонов са преизбрани, а освен тях в ръководството влизат подпредседател Страти Стойчев, секретар инженер Александър Николов и членове Ангел Божинов, Христо Трайков и Борис Аврамчев. Според полицейски доклад всички са михайловисти без Аврамчев, който е протогеровист. Конфликтът в Братството обаче не е потушен и за за да се изгладят различията две седмици по-късно е избрано ново настятелство. Според полицейски доклад членовете му са председателят Манол Чальовски, секретарят Васил Теохаров, касиерът Ангел Божинов и членът Александър Николов са михайловисти, подпредседателят Григор Паскалев е протогеровист, Борис Стамболиев е обединист, а за Андрей Рибаров не е указано нищо. Тримата членове на контролната комисия също са михайловисти. Впоследствие Стамболиев отива войник и мястото му на домакин библиотекар е заето от Илия Йовков.
На 7 април 1940 година Братството провежда общо събрание и Илия Йовков поема и функциите на касиер. На 9 май ръководството е преизбрано с изключение на Васил Теохаров и инженер Александър Николов, които са заместени от Петър Георгиев и Борис Стамболиев като секретар.
През лятото на 1940 година правителството разрешава на ръководния орган на емиграцията да работи открито. Временната комисия става Съюз на македонските културно-просветни и благотворителни братства, който през септември се връща в Македонския дом на „Пиротска“.
В полицейски рапорт от 27 октомври 1942 година всички членове на Братството са определени като ванчевисти, дори и бившият протогеровист Григор Паскалев.

#### Женско дружество
На 25 декември 1936 година се провежда събрание на Женското дружество, съпроводено от големи скандали. На 27 януари 1937 година се конституира ново ръководство: председател Елена Золумова-Илиева, подпредседател Денка Чолакова, секретар Мария Ташкова, касиер Анка Недева и съветнички Райна Христова, В. Долева, Екатерина Благоева, Мария Ставрева и Цвета Терзиева. Поради нередности на 7 февруари е проведено ново общо събрание и след 4 дена е утвърдено ново настоятелств: председател Ташкова, подпредседател Чолакова, секретар Лаза Ламбо Динева, касиер Невенка Каролева и съветнички Славка Ковачева, Райна Христова и Дафинка Бакалова.
На 19 декември 1937 година е избрано ново настоятелство, конститурано три дена по-късно: председател Здравка Стумбова, подпредседател Дафина Бакалова, секретар Донка Теохарова, касиер Марийка Йовкова и съветнички Надежда Рашкова Телепова, Ангелинка Трифонова и Славка Дерменджиева. На общо събрание на 3 април 1938 година е взето решение дружеството да приеме името на Менча Кърничева, съпругата на Иван Михайлов и терорист на ВМРО.
В периода 1937 - 1938 година полицията активно наблюдава дейците на Женското дружество, като всичките му членки са определи като михайловистки.
На 4 ноември 1938 година Дружеството „Менча Кърничева“ избира ново настоятелство: председател Мария Ташкова, подпредседател Донка Анастасова, секретар Надя Димитрова, касиер Еленка Аврамчева, съветнички Божана Пожарлиева, Юрданка Чолакова, Александра (Леца) Наумова.
На 17 ноември 1939 година настоятелството е преизбрано. На 23 февруари 1940 година на ново общо събрание изборът е потвърден с изключение на Надя Димитрова, която е заместена от Мария Гочева Дракалиева от Енидже Вардар, внучка на поп Георги Трайков, загинал на Трикери.
На 23 декември 1940 година Дружеството „Менча Кърничева“ преизбира председателя Мария Ташкова, подпредседателя Донка Анастасова, секретаря Мария Дракалиева, Юрданка Чолакова и Александра Наумова, която става касиер. Новите съветнички са Славка Дерменджиева и Райна Христова.
В полицейски доклади от 18 и 25 ноември 1942 година активистките от ръководството на Дружеството са описани като „добри и благонадеждни граждани“ с изключение на Александра Наумова, която има контакти с комунистически дейци.

### След Деветосептемврийския преврат от 1944 година
След Деветосептемврийския преврат от 1944 година, новата власт още на 17 - 18 септември създава Временен Изпълнителен комитет, който е утвърден от МВР след три дена. Новата власт започва политика на македонизация и разгром на емигрантските организации. На 27 октомври е проведено общо събрание на Женското дружество, на което Наумова държи реч, в която говори за „грабителската германска армия“, „мъките на македонския народ“ и се изказва в подкрепа на „федерацията на маршал Тито“. На събранието е сменено цялото ръководство без Наумова, която става председател. В ръководството влизат Цвета Андреева, секретар и членовете Фанка Каролева, Н. Талепова и Мара Бинева. Името на Менча Кърничева е премахнато от наименованието на дружеството.
Сменено е и ръководството на Братството, като председател става Лазар Павлов. Патронът Димитър Михайлов е заменен с Гоце Делчев. На 28 май 1945 година членовете на младежкото настоятелство Алекси Петров и Кирил Кошничаров пишат в протокол, че „болшинството от членовете са били надъхани в шовинистични идеи и вместо да се борят за едно благоденствие на Македония... те са служили на чужди интереси.“
От 1946 година Женското дружество започва да се нарича „женска секция“ или „женкомисия“. Анка Дочева изнася доклад за „борбите в Македония през фашисткото робство“, а секретарят Надя Пишманова твърди, че в миналото Македонската организация преследвала своите „буржоазно-империалистически цели за постигане своята политика вътрешна фашизация“ и „насаждане великобългарски шовинизъм, който много скъпо коствал на българския народ“, но след „смъкването на фашизма“ се създала демократична власт. На 22 ноември 1946 година Пишманова е избрана за председател на Женкомисията. В настоятелството влизат и Верка Патева - секретар, Марийка Занешева - касиер, Здравка Стумбова - просветен отдел и Зойка Желева и Марийка Йовкова - съветнички.
На 15 март 1947 година под натиск от Белград правителството закрива всички македонски институции.